# Batte de baseball
Pour les articles homonymes, voir Batte.
La batte de baseball, ou le bâton de baseball au Canada francophone, est un article de sport qui, comme son nom l'indique, est principalement utilisé au baseball. Il est souvent fabriqué en bois pour les ligues professionnelles, mais peut être constitué d'acier ou d'un alliage d'aluminium pour les ligues non professionnelles. Les battes en bois se cassent souvent et peuvent couter très cher, tandis que les battes en acier ne se cassent que très rarement.
Dans la Ligue majeure de baseball, une batte est fabriquée en frêne, pèse environ 1 kg et a 7 cm de diamètre au point le plus épais et pas plus de 1,067 m (42 pouces) de longueur. Certaines battes sont refusées, par exemple une batte en liège. Sammy Sosa des Cubs de Chicago a été expulsé d'une partie après avoir utilisé une batte en liège.
D'autres ligues peuvent avoir des règles différentes, selon le niveau de la ligue. Par exemple, les battes sont moins lourdes pour les joueurs moins âgés.
D'autres battes sont en érable, en bouleau jaune (plus communément appelé merisier au Québec), en bambou ou en aluminium, de différentes tailles et poids adaptés à la pratique du débutant comme du joueur professionnel.

## Fabrication
Au début du XXe siècle, les battes étaient fabriquées à la main. Maintenant, elles sont produites de manière industrielle. Dans les Ligues majeures de baseball, le joueur décide lui-même du type de matériau (en accord avec ceux qui sont autorisés) qu'il veut. La batte est marquée par le fabricant puis teintée.

## Usage comme arme
Les battes de baseball sont parfois utilisées comme arme contondante pour commettre des actes violents et sont utilisées le cas échéant comme arme par destination. 
Elles peuvent être aussi utilisées pendant des combats entre gangs ou servir d'outils pour faire du vandalisme.

## Dans la culture populaire

### Films
- Dans The Return of the Living Dead, Burt décapite un mort vivant avec une batte de baseball.
- Dans 13 Fantômes, le fantôme "le prince scarifié" a pour arme une batte de baseball.
- Dans Signes, Merril (ancienne star du baseball), bat un extraterrestre avec sa batte de baseball.
- Dans Inglourious basterds, Donny Donowitz (l'ours juif) se sert de sa batte de baseball pour tuer des nazis.
- Dans The raid 2, l'acteur Very Tri Yulisman interprète un yakuza qui se bat avec une batte de baseball.
- Dans Antigang, Niels se bat avec une batte de baseball.
- Dans Suicid squad, Harley Quinn a pour arme une batte de baseball sur laquelle est inscrit good night.
- Dans It (2017), lors du combat final contre Grippe-sou, Ritchie se bat avec une batte de baseball.

### Série télé
- Dans la saison 3 de The Walking Dead, Martinez utilise brièvement une batte de baseball.
- Negan, un personnage de The Walking Dead porte une batte de baseball entourée de fil barbelés comme arme.

### Dessin animé
- Dans One punch man, le personnage appelé « Batte-man » manie une batte de baseball pour affronter ses ennemis.
- Dans Killing Stalking, le personnage appelé Sangwoo manie une batte de baseball pour casser les chevilles de ses victimes.

### Bande dessinée
- Dans le comics The Walking dead, le personnage de Negan a pour arme une batte de baseball blindée de fil barbelé du nom de Lucille.

### Jeu vidéo
- Dans Dead Island, le joueur peut s'équiper d'une batte de baseball et la modifier pour affronter les zombies.
- Dans Friday the 13th, le joueur peut s'équiper d'une batte de baseball pour se défendre face à Jason.
- Dans Team Fortress 2, le Scout a une batte comme arme de mêlée par défaut.
- Dans le jeu Hotline Miami , la batte de baseball est une arme débloquable . Il s'agit de l'arme utilisée par Jacket .

## Images

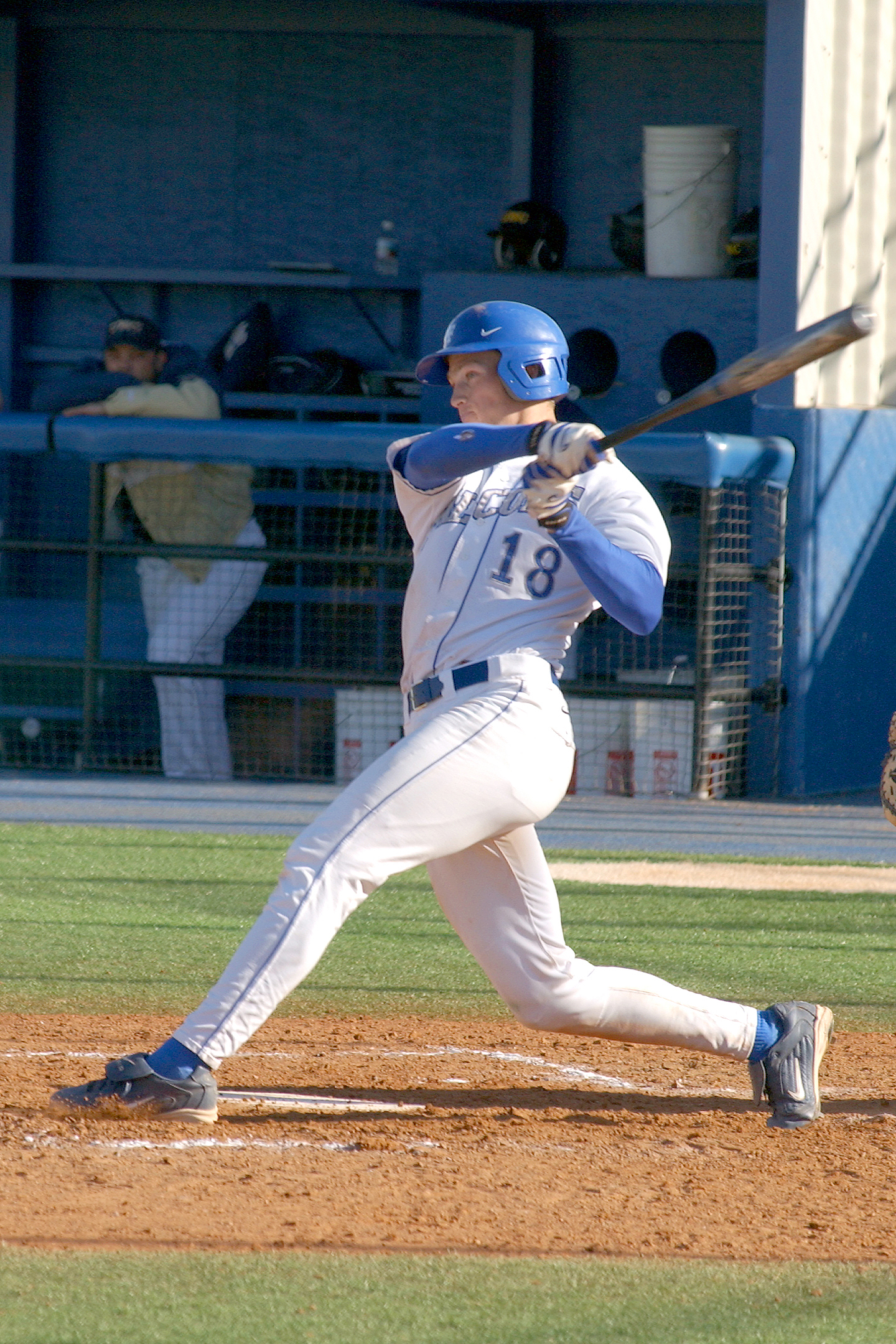
Un joueur de baseball avec sa batte.
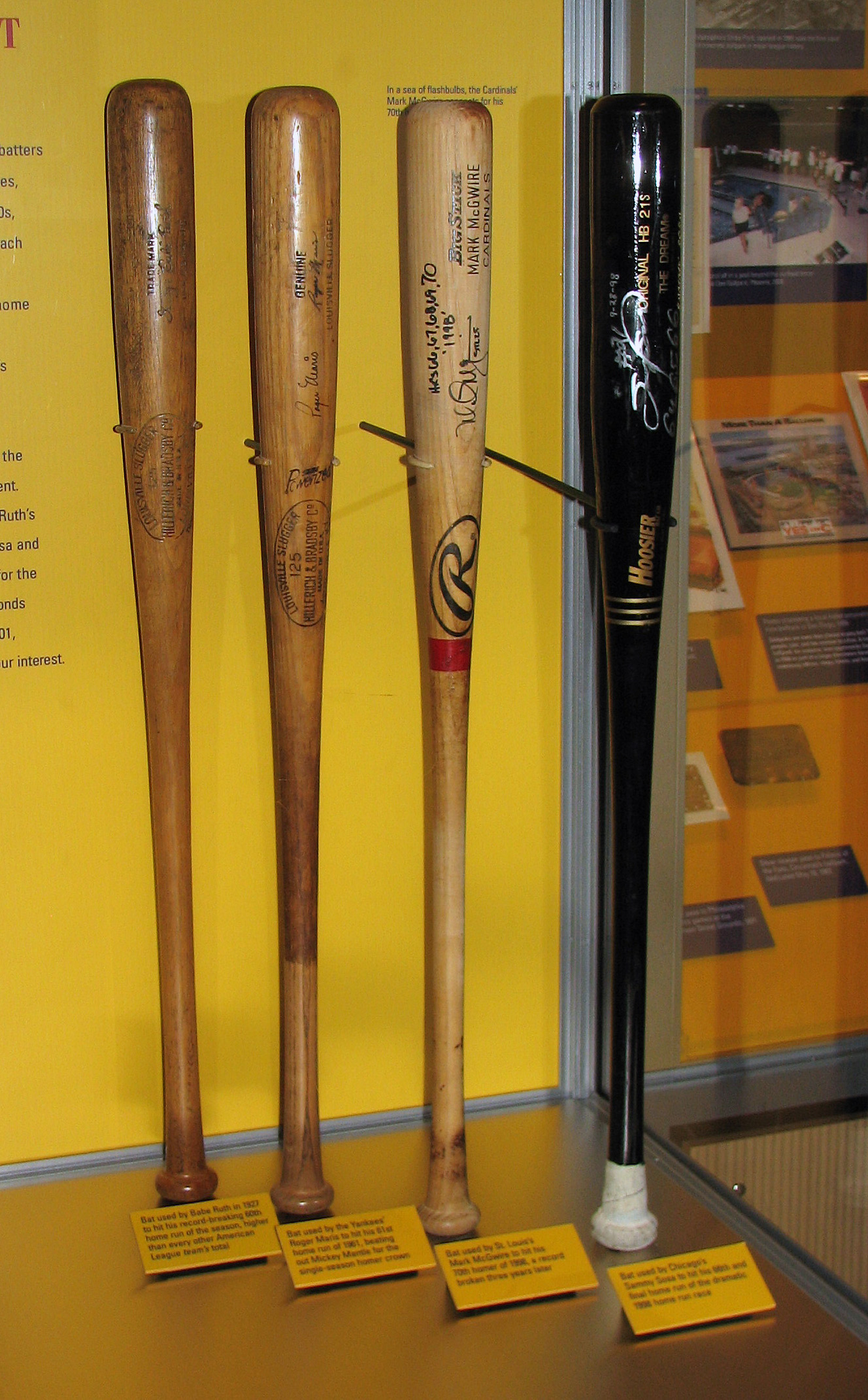
Différents modèles de battes de baseball.